# Boubacari Doucouré
Boubacari Doucouré (Beaumont-sur-Oise, 19 marzo 1999) è un calciatore francese, centrocampista dello Javor Ivanjica.

## Carriera
Cresciuto nei settori giovanili di Genay, Bord de Saône e Villefranche, nel 2017 viene acquistato dal Chambly; ha fatto il suo esordio in prima squadra il 12 maggio 2017, disputando l'incontro del Championnat National vinto per 0-1 contro il Les Herbiers. Poco utilizzato nel corso degli anni, è tornato a scendere in campo il 16 ottobre 2020, in occasione dell'incontro di Ligue 2 perso per 0-3 contro il Clermont Foot. Nel gennaio 2021 viene ceduto in prestito ai serbi dello Javor Ivanjica. Rientrato alla base, nel gennaio 2022 ritorna nei Balcani, dove viene acquistato a titolo definitivo dal TSC Bačka Topola. Nel luglio successivo, dopo aver giocato un incontro, fa ritorno allo Javor Ivanjica.

## Statistiche

### Presenze e reti nei club
Statistiche aggiornate al 4 febbraio 2023.
| Stagione                | Squadra                 | Campionato              | Campionato | Campionato | Coppe nazionali | Coppe nazionali | Coppe nazionali | Coppe continentali | Coppe continentali | Coppe continentali | Altre coppe | Altre coppe | Altre coppe | Totale | Totale |
| Stagione                | Squadra                 | Comp                    | Pres       | Reti       | Comp            | Pres            | Reti            | Comp               | Pres               | Reti               | Comp        | Pres        | Reti        | Pres   | Reti   |
| ----------------------- | ----------------------- | ----------------------- | ---------- | ---------- | --------------- | --------------- | --------------- | ------------------ | ------------------ | ------------------ | ----------- | ----------- | ----------- | ------ | ------ |
| 2017-2018               | Chambly 2               | N3                      | 5          | 0          |                 | -               | -               |                    | -                  | -                  |             | -           | -           | 5      | 0      |
| 2018-2019               | Chambly 2               | N3                      | 19         | 3          |                 | -               | -               |                    | -                  | -                  |             | -           | -           | 19     | 3      |
| 2019-2020               | Chambly 2               | N3                      | 16         | 2          |                 | -               | -               |                    | -                  | -                  |             | -           | -           | 16     | 2      |
| Totale Chambly 2        | Totale Chambly 2        | Totale Chambly 2        | 40         | 5          |                 | -               | -               |                    | -                  | -                  |             | -           | -           | 40     | 5      |
| 2016-2017               | Chambly                 | N                       | 1          | 0          | CF              | -               | -               |                    | -                  | -                  |             | -           | -           | 1      | 0      |
| 2020-gen. 2021          | Chambly                 | L2                      | 2          | 0          | CF              | 0               | 0               |                    | -                  | -                  |             | -           | -           | 2      | 0      |
| gen.-giu. 2021          | Javor Ivanjica          | SL                      | 18         | 0          | CS              | -               | -               |                    | -                  | -                  |             | -           | -           | 18     | 0      |
| 2021-gen. 2022          | Chambly                 | N                       | 17         | 0          | CF              | 1               | 0               |                    | -                  | -                  |             | -           | -           | 18     | 0      |
| Totale Chambly          | Totale Chambly          | Totale Chambly          | 20         | 0          |                 | 1               | 0               |                    | -                  | -                  |             | -           | -           | 21     | 0      |
| gen.-giu. 2022          | TSC Bačka Topola        | SL                      | 3+4        | 0          | CS              | 1               | 0               |                    | -                  | -                  |             | -           | -           | 8      | 0      |
| lug. 2022               | TSC Bačka Topola        | SL                      | 1          | 0          | CS              | -               | -               |                    | -                  | -                  |             | -           | -           | 1      | 0      |
| Totale TSC Bačka Topola | Totale TSC Bačka Topola | Totale TSC Bačka Topola | 4+4        | 0          |                 | 1               | 0               |                    | -                  | -                  |             | -           | -           | 9      | 0      |
| 2022-2023               | Javor Ivanjica          | SL                      | 12         | 1          | CS              | 1               | 0               |                    | -                  | -                  |             | -           | -           | 13     | 1      |
| Totale carriera         | Totale carriera         | Totale carriera         | 98         | 6          |                 | 3               | 0               |                    | -                  | -                  |             | -           | -           | 101    | 6      |